# Ornithacris
Ornithacris es un género de saltamontes de la subfamilia Cyrtacanthacridinae, familia Acrididae, y está asignado a la tribu Cyrtacanthacridini. Este género se distribuye en África. Ornithacris son insectos grandes, reconocibles por sus alas de colores brillantes cuando son atrapados, aunque son difíciles de atrapar ya que son insectos voladores fuertes, y pueden ser moderadamente significativos como plagas agrícolas menores.

## Especies
Las siguientes especies pertenecen al género Ornithacris:
- Ornithacris cavroisi (Finot, 1907)
- Ornithacris cyanea (Stoll, 1813)
- Ornithacris pictula (Walker, 1870)
- Ornithacris turbida (Walker, 1870)